# Toljati

Toljati [toljáti] (tudi Togliatti; rusko Толья́тти) je mesto v Rusiji in upravno središče Stavropolskega rajona Samarske oblasti. Po velikosti in pomembnosti v Samarski oblasti je na drugem mestu. 
Mesto leži na levem bregu reke Volge, 95 km stran od glavnega mesta pokrajine Samare.
Mesto je leta 1737 osnoval Vasilij Nikitič Tatiščev. Sprva se je mesto imenovalo Stavropol na Volgi. Status mesta je Stavropol na Volgi dobil leta 1780. Leta 1955 so pri gradnji Kujbiševskega vodnega zajetja potopili celotni stari del mesta, mesto pa ponovno zgradili malo stran. Leta 1964 so mesto v čast italijanskemu komunistu Palmiru Togliatti poimenovali Togliatti.
Mesto je znano predvsem zaradi avtomobilske industrije, saj se tu nahaja ogromna tovarna avtomobilov AvtoVAZ (АвтоВАЗ), ki izdeluje tudi znano znamko avtomobilov Lada. Nekateri mesto imenujejo tudi avtomobilska prestolnica Rusije.
Poleg avtomobilske industrije je v celotni pokrajini razvita kemijska industrija, v SZ pa so v tej regiji industrijo prilagodili za potrebe Ministrstva za obrambo.
Mesto se deli na tri glavne dele:
- Komsomolskij rajon (ali Komsomolsk)
- Osrednji rajon (ali Stari gorod – Staro mesto)
- Avtozavodski rajon (ali Novij gorod – Novo mesto)